# 24748 Nernst
24748 Nernst (1992 ST13) là một tiểu hành tinh vành đai chính được phát hiện ngày 16 tháng 9 năm 1992 bởi F. Borngen và L. D. Schmadel ở Tautenburg.